# Forfait 18 euros
Le forfait 18 euros représente la participation forfaitaire de 18 € (24 € en 2022) restant à la charge d'un assuré social en France lorsqu'il bénéficie d'un acte médical d'un tarif égal ou supérieur à 120 €.
Ce forfait est également appliqué si l'acte médical a un coefficient égal ou supérieur à 60.
Il n'est pas remboursé par l'assurance maladie de la Sécurité sociale. Il est éventuellement remboursé par certaines assurances complémentaires et mutuelles.
Instauré par un décret modifiant le Code de la sécurité sociale, il a pris effet le 1er septembre 2006.